# Baruklitteraturen
Baruklitteraturen är en omfattande litteratur som tillskrivits profeten Jeremias vän och biograf Baruk, son till Neria. Den omfattar bland annat: 
- Baruks bok, som räknas till de deuterokanoniska skrifterna eller apokryferna
- Andra Baruksboken, som ingår bland Assyriska kyrkans apokryfer
- Tredje Baruksboken (även känd som den grekiska Baruksapokalypsen), som räknas till pseudepigraferna
- Den Baruksbok som citeras av Hippolytos i Refutationes, men som i övrigt har gått förlorad, och som räknas till pseudepigraferna